# Jon Olof Åberg
Jon Olof Åberg (2. juli 1843 på Öland – 20. maj 1898 i Stockholm) var en svensk forfatter, især af romantiserede skildringer af svensk historie. Han var søn af Olaus Åberg, der var provst i Förlösa i Kalmar län, og Anna Maria Bonell.
Efter en kortere skolegang forsøgte han sig som forfatter, især med historiske romaner og noveller.
Efter at han i 1860'erne flyttede til Stockholm udgav han et stort antal populærhistoriske korte historier, som han, på grund af et enkelt sprog og evnen til at anvende spændingselementer, havde en vis succces med.
Nævnes kan "Snapphanarne" (fra Skånske Krig), "Svenskarne på Hammershus", "Länsmannen" (fra Kalmarkrigen), "Tyrannens lön" (fra Jösse Eriksons dage) samt "De Frivillige" (historisk-romantisk skildring fra krigen i 1864).

## Eksterne links
- Jon Olof Åberg i Libris (svensk)
- Åberg, Jon Olof i Salmonsens Konversationsleksikon (2. udgave, 1915), forfattet af A. M. Diemer